# Franciszek Kleeberg

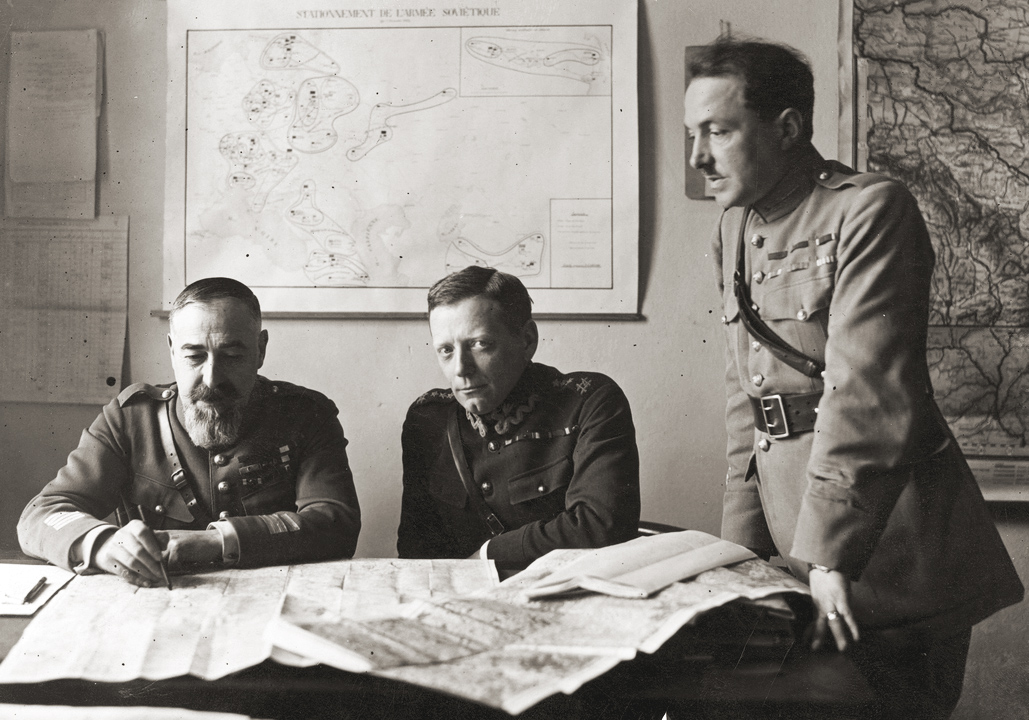
Louis Faury, Franciszek Kleeberg i mjr Pillegand, Wyższa Szkoła Wojenna 1926

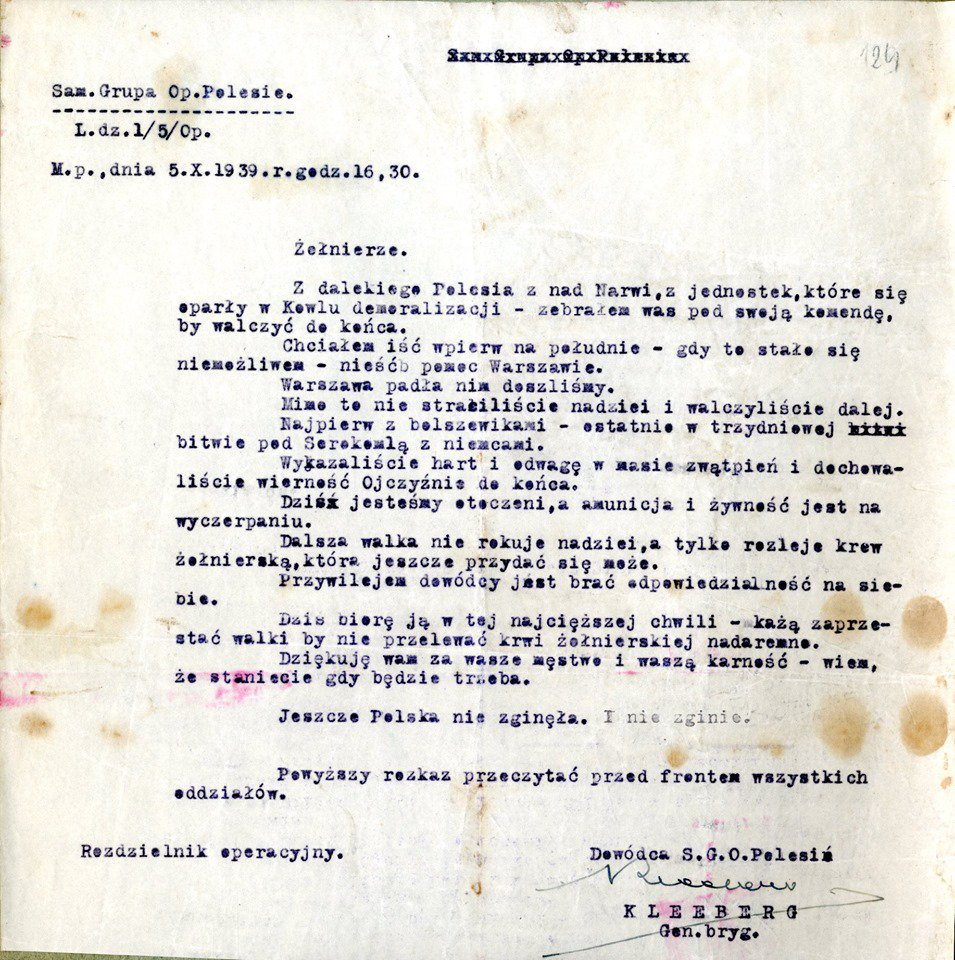
Ostatni rozkaz gen. Franciszka Kleeberga do żołnierzy SGO „Polesie” – oryginał

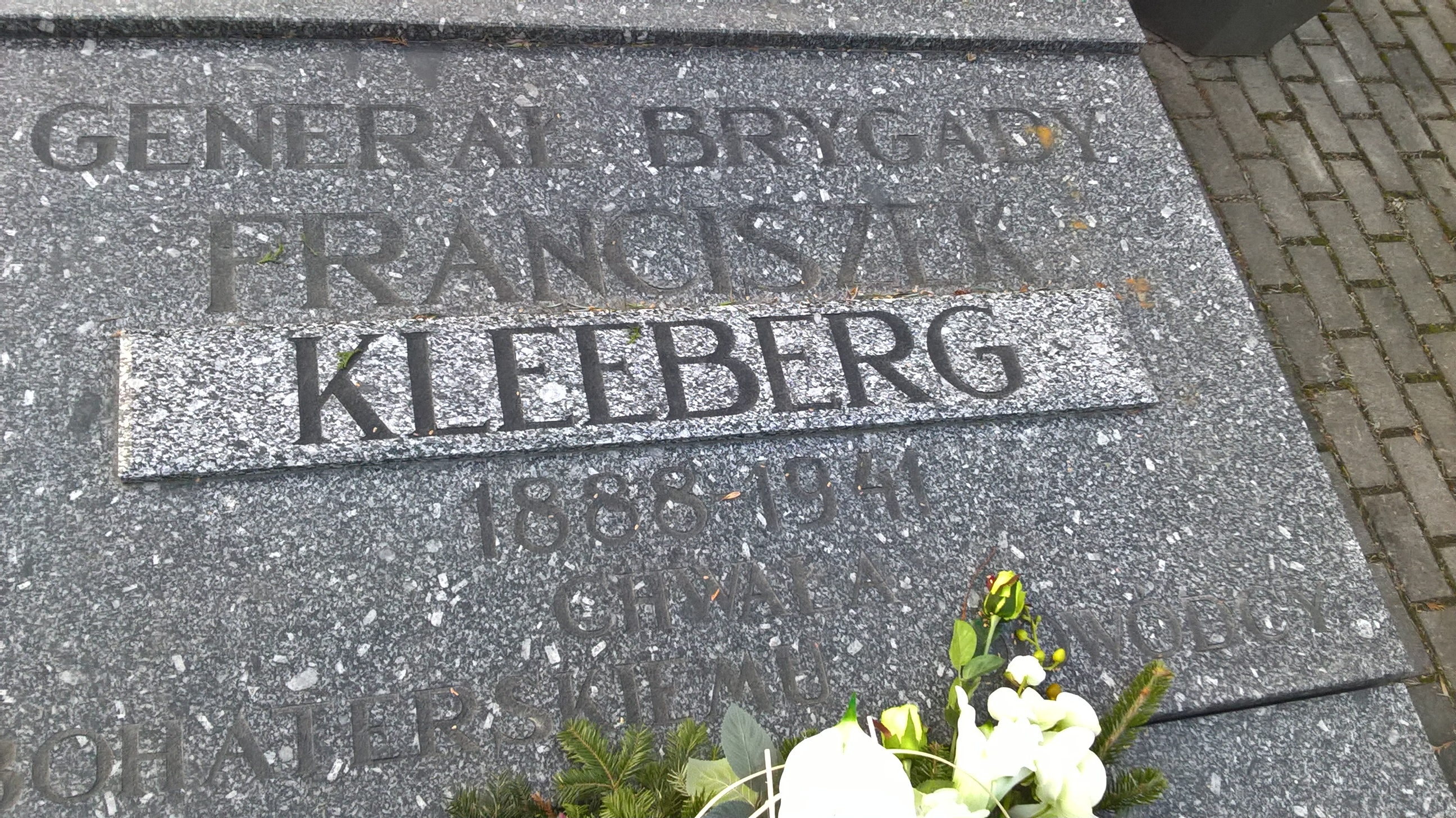
Tablica na grobie gen. Kleeberga na cmentarzu wojennym w Kocku

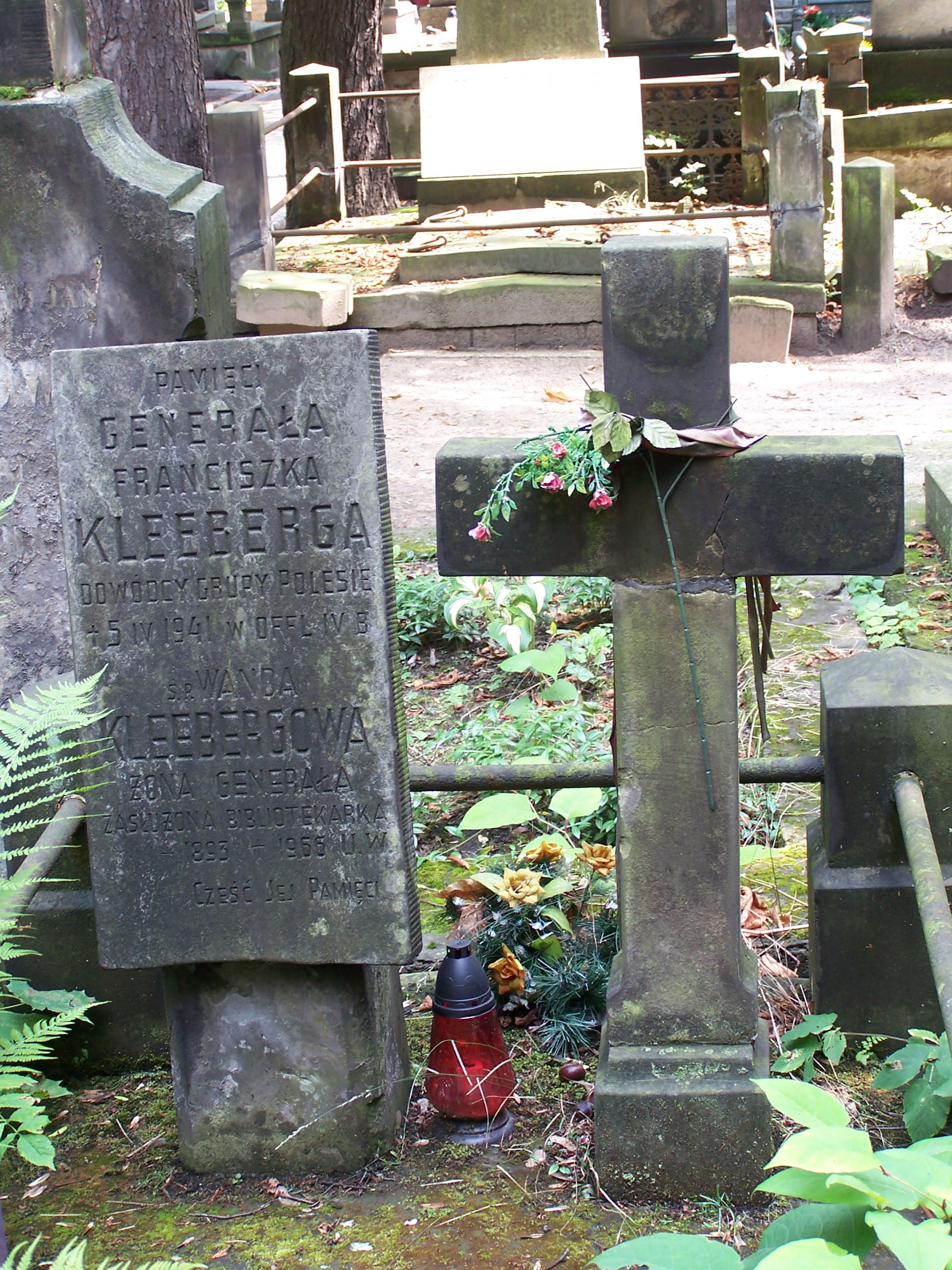
Symboliczny grób generała Kleeberga na cmentarzu Powązkowskim

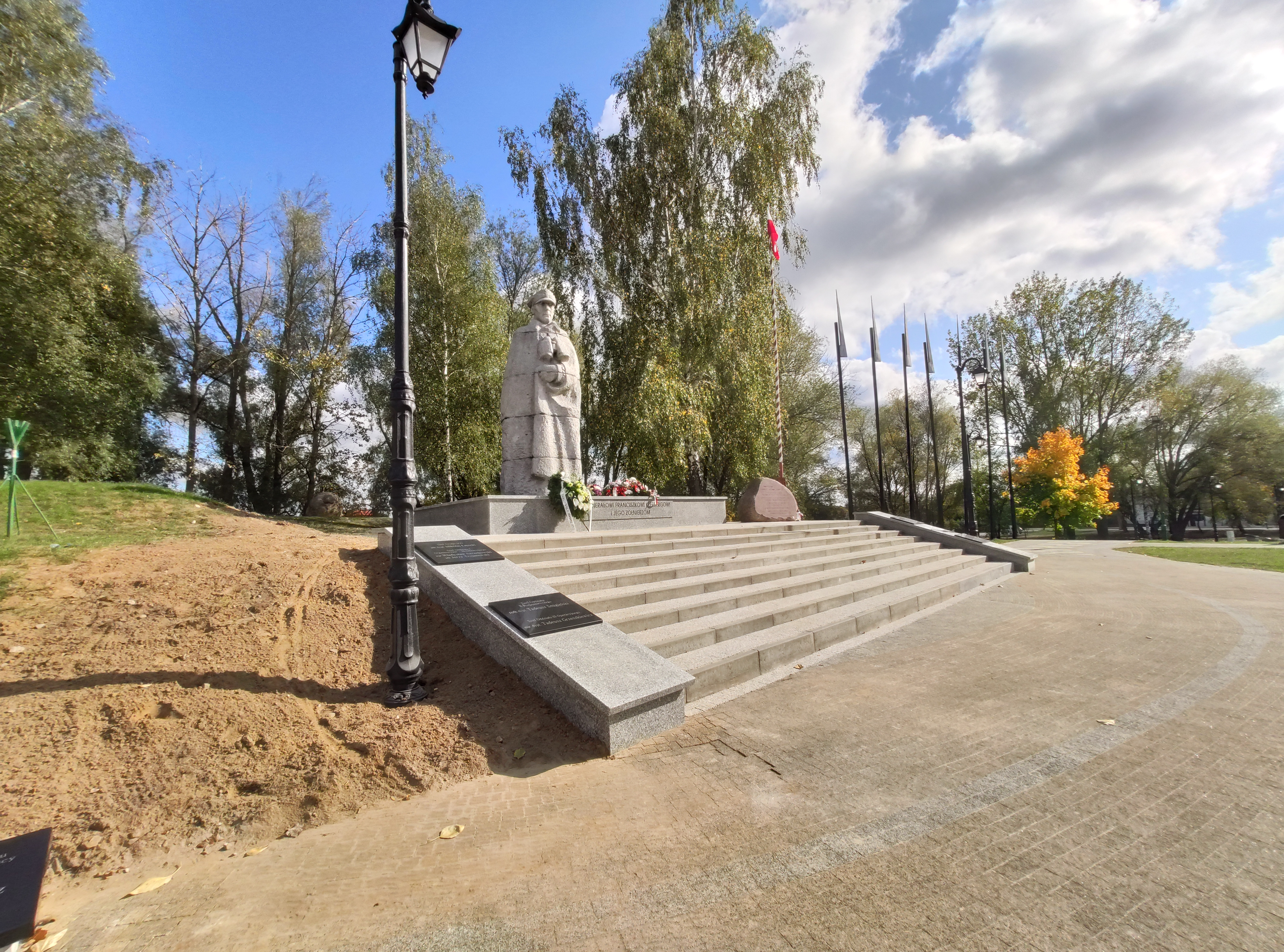
Pomnik gen. Kleeberga w Kocku

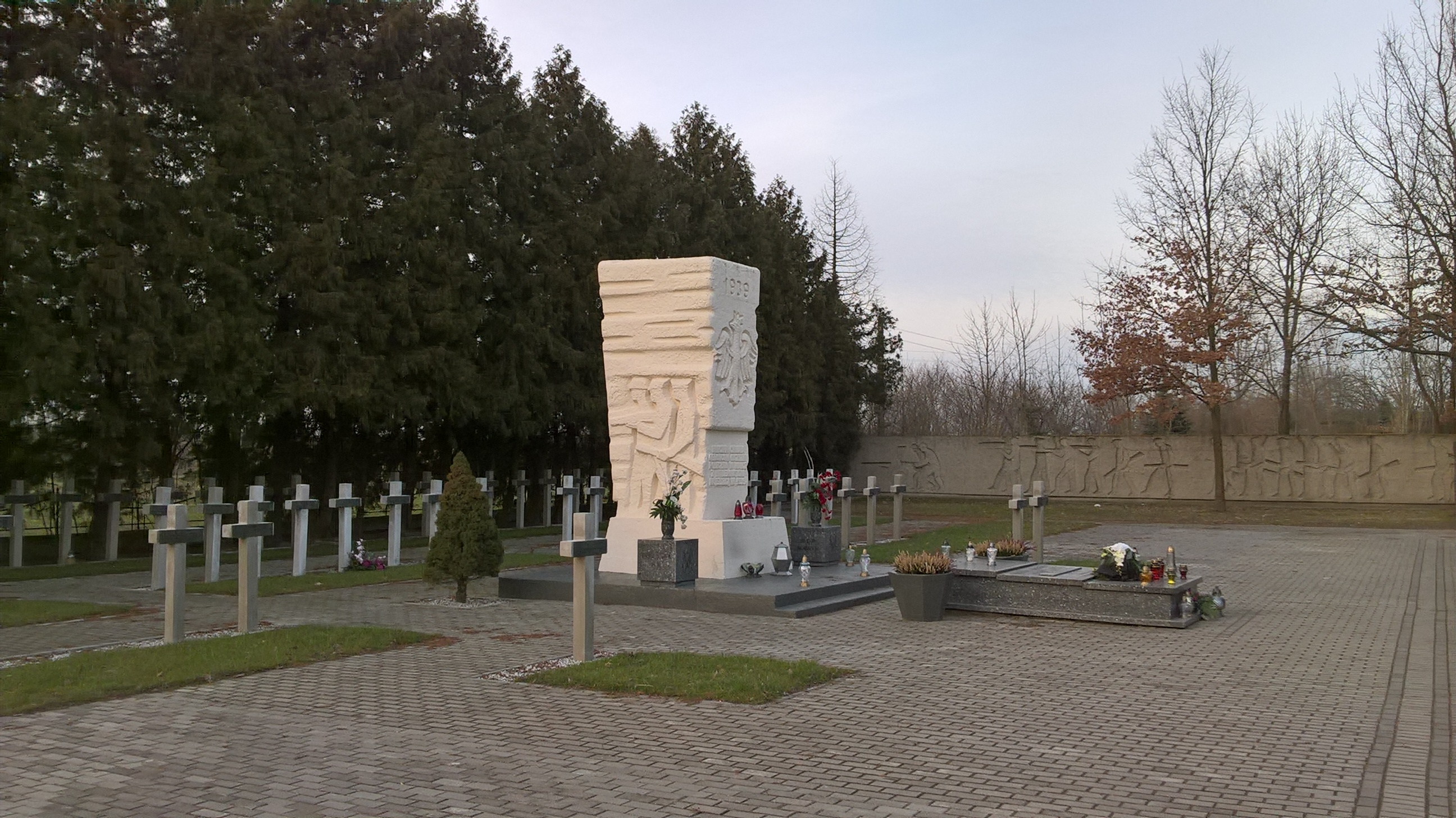
Cmentarz wojenny z grobem gen. Kleeberga i grobami żołnierzy SGO „Polesie” w Kocku

Franciszek Kleeberg (ur. 1 lutego 1888 w Tarnopolu, zm. 5 kwietnia 1941 w Weisser Hirsch w Dreźnie) – generał brygady Wojska Polskiego, trzykrotny kawaler Orderu Virtuti Militari nr 212.

## Życiorys
Urodził się w rodzinie Emiliana, powstańca styczniowego, i Józefiny Kuschée (Couschée). Był starszym bratem Juliusza, generała brygady Wojska Polskiego. Według tradycji rodzinnej Kleebergowie wywodzili się od szwedzkiego żołnierza, który przybył do Polski z wrogą armią w XVII wieku, dostał się do niewoli, spolszczył się i w końcu został założycielem rodu rycerskiego. Ojciec generała był długoletnim oficerem c. i k. 11 pułku dragonów w Stockerau, w którym po awansie na podpułkownika (1 maja 1901) objął komendę nad II dywizjonem. Później pełnił służbę w Komendzie Placu Wiedeń. W 1908 r. został spensjonowany.
Po ukończeniu szkoły realnej w Hranicach i złożeniu matury w Wiedniu w 1905 r., kontynuował naukę w Technicznej Akademii Wojskowej w Mödling. W 1911 r. ukończył Szkołę Strzelecką Artylerii w Hajmasker. Pełnił służbę w 2 pułku haubic polowych w Wiedniu. 1 września 1908 r. został mianowany podporucznikiem (niem. Leutnant), a 1 maja 1913 r. – porucznikiem (niem. Oberleutnant) w korpusie oficerów artylerii. W tym samym roku został przyjęty do Szkoły Wojennej (niem. Kriegsschule) w Wiedniu. Wybuch I wojny światowej uniemożliwił mu kontynuowanie studiów.
W maju 1915 r. otrzymał przydział do Legionów Polskich. W tym też roku powierzono mu funkcję szefa sztabu II Brygady Legionów, którą pełnił przez miesiąc. Następnie przez kilka miesięcy był zastępcą szefa sztabu, a czasowo także szefem sztabu Komendy Legionów Polskich. 1 listopada 1915 r. został mianowany kapitanem (niem. Hauptmann) w korpusie oficerów artylerii. Jego oddziałem macierzystym był 25 pułk haubic polowych (były 2 pułk haubic polowych). W czerwcu 1916 r. został szefem sztabu III Brygady Legionów. W 1916 r. otrzymał tytuł „oficer przydzielony do Sztabu Generalnego”. W 1917 r. jego oddziałem macierzystym był 125 pułk artylerii polowej.
W okresie od lutego do lipca 1917 r. podczas prowadzenia szkolenia Legionów Polskich przez Niemców w Królestwie był m.in. zastępcą dowódcy 1 pułku artylerii w Górze Kalwarii i jednocześnie komendantem Zjednoczonych Szkół Artylerii, po czym do końca 1917 r. służył w Inspektoracie Wyszkolenia Polskiej Siły Zbrojnej. W lipcu 1917 r. został mianowany majorem. Do kwietnia 1918 r. pełnił funkcję komendanta Kursu Wyszkolenia Artylerii w Garwolinie. W związku z prośbą o zmianę obywatelstwa austriackiego na polskie, w czerwcu 1918 r. został karnie przeniesiony do armii austro-węgierskiej i skierowany na front włoski, na stanowisko oficera sztabu 54 Brygady Piechoty.
18 listopada 1918 r., wezwany przez generała Tadeusza Rozwadowskiego, wrócił do kraju i objął obowiązki szefa sztabu Armii „Wschód”. Na tym stanowisku wziął udział w bitwie o Lwów. 19 marca 1919 r. został przeniesiony do Dowództwa Okręgu Generalnego „Kraków” w Krakowie na stanowisko zastępcy szefa sztabu. Z dniem 15 kwietnia został przydzielony do Ministerstwa Spraw Wojskowych w Warszawie. W ministerstwie powierzono mu obowiązki szefa Sekcji Organizacyjnej, dwa miesiące później – zastępcy szefa Departamentu I Mobilizacyjno-Organizacyjnego. 7 maja 1919 r. został formalnie przyjęty do Wojska Polskiego z byłych Legionów Polskich, z zatwierdzeniem posiadanego stopnia podpułkownika. 10 marca 1920 r., po reorganizacji ministerstwa, został mianowany pomocnikiem szefa Oddziału I Organizacyjno-Mobilizacyjnego Sztabu Ministerstwa Spraw Wojskowych. 29 maja 1920 r. został zatwierdzony z dniem 1 kwietnia 1920 r. w stopniu pułkownika, w artylerii, w grupie oficerów byłych Legionów Polskich. W lipcu 1920 r. został szefem sztabu 1 Armii, a 15 sierpnia – szefem sztabu Grupy Operacyjnej gen. Kazimierza Raszewskiego, mającej na celu obronę zachodnich województw przed bolszewikami.
7 października 1920 r. wyznaczony został na stanowisko szefa sztabu w Dowództwie Okręgu Generalnego „Poznań” w Poznaniu, które w następnym roku zostało przeformowane w Dowództwo Okręgu Korpusu Nr VII. 3 maja 1922 r. został zweryfikowany w stopniu pułkownika ze starszeństwem z 1 czerwca 1919 r. i 28. lokatą w korpusie oficerów artylerii, a jego oddziałem macierzystym był 14 pułk artylerii polowej w Poznaniu. 6 października 1922 r. został wybrany przewodniczącym rady nadzorczej Hurtowni Spółdzielni Żołnierskich Okręgu Korpusu Nr VIII w Poznaniu . Również w pierwszej dekadzie października 1922 r. został odkomenderowany do pełnienia obowiązków dowódcy piechoty dywizyjnej 14 Dywizji Piechoty na czas choroby pułkownika Aleksandra Załęskiego . 7 listopada 1922 r. został mianowany dowódcą 14 Dywizji Piechoty w Poznaniu. Obowiązki miał objąć z dniem 1 stycznia 1923 r.. Dywizją dowodził do maja 1924 r. W międzyczasie ukończył kurs informacyjny dla wyższych dowódców. Od czerwca 1924 r. do października 1925 r. przebywał we Francji, gdzie studiował w Wyższej Szkole Wojennej (fr. École Supérieure de Guerre) i Centrum Wyszkolenia Piechoty w Wersalu oraz w Centrum Wyszkolenia Artylerii w Metzu. Po powrocie do kraju został II dyrektorem nauk w Wyższej Szkole Wojennej w Warszawie. W czasie przewrotu majowego 1926 r. opowiedział się po stronie władz legalnych. 17 marca 1927 r. został mianowany dowódcą 29 Dywizji Piechoty w Grodnie. 1 stycznia 1928 r. Prezydent RP Ignacy Mościcki awansował go na generała brygady ze starszeństwem z dniem 1 stycznia 1928 r. i 12. lokatą w korpusie generałów. Przyjaźnił się z Władysławem Sikorskim. W poniedziałek 3 sierpnia 1936 r. Prezydent RP mianował go dowódcą Okręgu Korpusu Nr III w Grodnie. Dwa lata później został dowódcą Okręgu Korpusu Nr IX w Brześciu. Stanowisko to zajmował do 8 września 1939 r..
9 września 1939 r. przystąpił do organizacji oddziałów bojowych z podległych mu ośrodków zapasowych. W korespondencji urzędowej występował w dalszym ciągu jako dowódca Okręgu Korpusu Nr IX. 27 września zarządził reorganizację podległych mu wojsk oraz ustanowił we Włodawie władze cywilno-administracyjne. Od tego dnia występował jako dowódca Samodzielnej Grupy Operacyjnej „Polesie” (SGO).
Pod Jabłoniem i Milanowem pobił wysunięte kolumny oddziałów Armii Czerwonej. 6 października 1939 r., po czterodniowych walkach z Wehrmachtem pod Kockiem, został zmuszony do kapitulacji z powodu braków w zaopatrzeniu i amunicji. Złożył broń jako ostatni polski generał. Kleeberg pozostał jedynym dowódcą SGO bez porażki – przeciwnik pod Kockiem został pobity. Po bitwie został wzięty do niewoli niemieckiej. Przebywał w Oflagu IVB w twierdzy Königstein koło Drezna. W niewoli przebywał półtora roku. Poważnie zachorował na serce i 5 kwietnia 1941 r. zmarł w szpitalu wojskowym w drezdeńskiej dzielnicy Weisser Hirsch. Został pochowany na cmentarzu w dzielnicy Neustadt.
Pośmiertnie został mianowany generałem dywizji ze starszeństwem z dniem 1 stycznia 1943 r. w korpusie generałów. W 1969 r. prochy gen. Franciszka Kleeberga przewieziono do kraju i 6 października złożono na cmentarzu Wojennym w Kocku pomiędzy poległymi żołnierzami z dowodzonej przez niego SGO „Polesie”. Jego symboliczny grób znajduje się na cmentarzu Powązkowskim w Warszawie (kwatera 28 wprost-2-2).
16 kwietnia 1918 r. Franciszek Kleeberg zawarł związek małżeński z Wandą Paszkowską (1893–1955). 19 lipca 1920 r. urodził się im syn Zbigniew Tadeusz.

## Ordery i odznaczenia
- Krzyż Komandorski Orderu Virtuti Militari (władze RP na Obczyźnie, 1970)[26]
- Krzyż Kawalerski Orderu Virtuti Militari (władze RP na Obczyźnie, 1947)[27]
- Krzyż Złoty Orderu Virtuti Militari nr 212[28]
- Krzyż Srebrny Orderu Wojskowego Virtuti Militari nr 2857 – 10 sierpnia 1922[29] (udekorowany 17 kwietnia 1921 we Lwowie przez gen. broni Tadeusza Rozwadowskiego)[30][31]
- Krzyż Wielki Orderu Odrodzenia Polski (pośmiertnie, 1 października 2009)[32]
- Krzyż Komandorski Orderu Odrodzenia Polski (11 listopada 1937)[33][34]
- Krzyż Oficerski Orderu Odrodzenia Polski (2 maja 1923)[31][35][36]
- Krzyż Walecznych (czterokrotnie)[31]
- Złoty Krzyż Zasługi (19 marca 1937)[37]
- Medal Pamiątkowy za Wojnę 1918–1921[31]
- Medal Dziesięciolecia Odzyskanej Niepodległości[31]
- Krzyż Żelazny II klasy (Prusy)
- Krzyż Komandorski Orderu Legii Honorowej (Francja)
- Krzyż Kawalerski Orderu Legii Honorowej (Francja, 1921)[31][38]
- Order Pogromcy Niedźwiedzia III klasy (Łotwa)[31]
- Order Orła Białego III klasy (Jugosławia)[31]
- Krzyż Zasługi Wojskowej 3 klasy z dekoracją wojenną i mieczami (Austro-Węgry, 1915)[39]
- Signum Laudis Srebrny Medal Zasługi Wojskowej z mieczami na wstążce Krzyża Zasługi Wojskowej (Austro-Węgry)
- Signum Laudis Brązowy Medal Zasługi Wojskowej z mieczami na wstążce Krzyża Zasługi Wojskowej (Austro-Węgry)
- Signum Laudis Brązowy Medal Zasługi Wojskowej na czerwonej wstążce (Austro-Węgry)[40]
- Krzyż Jubileuszowy Wojskowy (Austro-Węgry)[40]

## Upamiętnienie gen. Franciszka Kleeberga
Wizerunek Kleeberga znajduje się na wydanym w 1989 r. przez Pocztę Polską z okazji 50. rocznicy wojny obronnej znaczku pocztowym o nominale 35 złotych i nakładzie 6 milionów sztuk upamiętniającym bitwę pod Kockiem.
W 2007 nakręcono film dokumentalny o walkach gen. Kleeberga i Samodzielnej Grupy Operacyjnej Polesie w kampanii wrześniowej pt. Kleeberg odszedł kleeberczycy zostali w reż. Mirosława Gronowskiego.
Na jego cześć wzniesiono wiele pomników, a jego nazwiskiem nazwano ulice m.in. w Kocku, Białymstoku, Gdyni, Bydgoszczy, Szczecinie, Lublinie, Sosnowcu, Krakowie, Żywcu, Częstochowie, Piekarach Śląskich, Siedlcach, Białej Podlaskiej, Radzyniu Podlaskim, Warszawie, Wołominie i w Nowym Sączu. Imię Generała Franciszka Kleeberga nosi m.in. Szkoła Podstawowa w Kocku, Szkoła Podstawowa nr 1 Ząbkach pod Warszawą, Szkoła Podstawowa nr 3 we Włodawie (woj. lubelskie) oraz Zespół Szkół Zawodowych nr 1 w Dęblinie.
18 września 2019 r. Marek Łapiński, w zastępstwie ministra obrony narodowej, decyzją Nr 148/MON nadał 19 Brygadzie Zmechanizowanej w Lublinie imię gen. dyw. Franciszka Kleeberga.